# Aphnaeus ictis
Aphnaeus ictis är en fjärilsart som beskrevs av William Chapman Hewitson 1865. Aphnaeus ictis ingår i släktet Aphnaeus och familjen juvelvingar. Inga underarter finns listade i Catalogue of Life.

## Bildgalleri

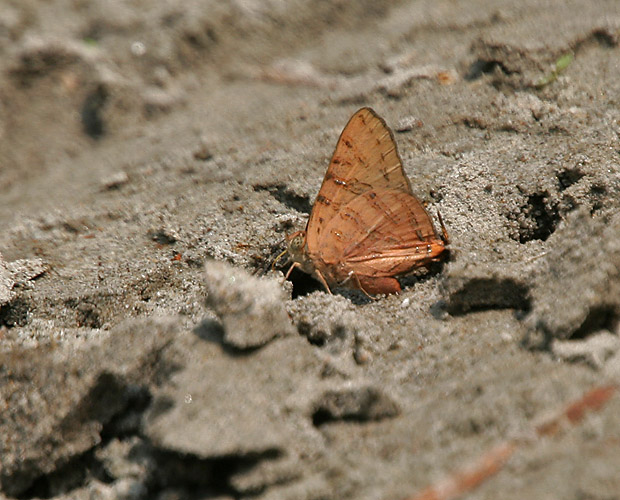
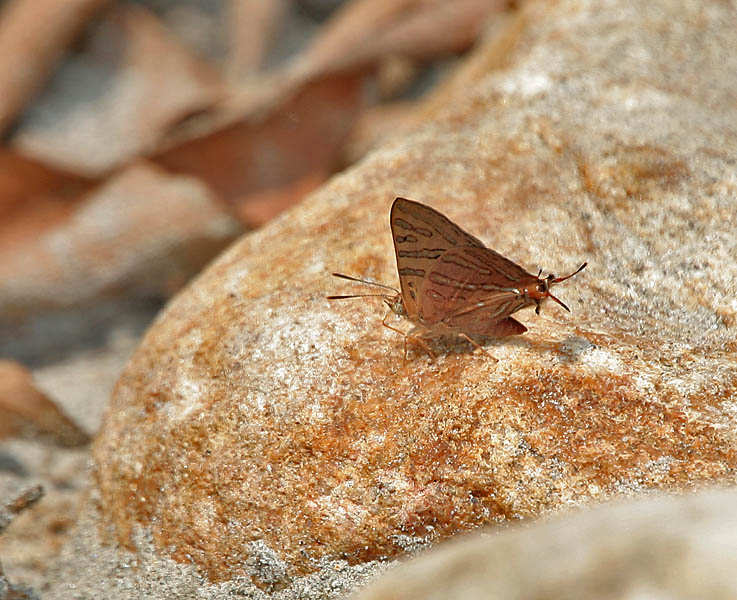